# Réaction de Cope
Ne doit pas être confondu avec Transposition de Cope.
La réaction de Cope ou élimination de Cope, développée par Arthur C. Cope, est une réaction d'élimination du N-oxyde d'une amine tertiaire pour former un alcène et une hydroxylamine. Le mécanisme réactionnel implique un état de transition formant un pseudo-cycle à cinq, menant au produit d'une élimination syn. Cette réaction organique donne le même résultat qu'une élimination de Hofmann mais ici la base fait partie du groupe partant. L'amine-oxyde est préparé par oxydation de l'amine correspondante, avec un oxydant tel que le mCPBA. L'élimination en elle-même requiert juste un chauffage.

## Application
Un des applications de la réaction de Cope est la synthèse du méthylènecyclohexane :
Les pipéridines sont résistante à une réaction de Cope intramoléculaire,,, mais avec la pyrrolidine et des cycles à sept (azépane) ou plus grands, le produit de réaction est une hydroxylamine insaturée.